# Арамашка
Арама́шка (рос. Арамашка) — село у складі Режівського міського округу Свердловської області.
Населення — 702 особи (2010, 695 у 2002).
Національний склад станом на 2002 рік: росіяни — 78 %.

## Видатні уродженці
- Бачинін Іван Єлисейович — Герой Соціалістичної Праці.